# Hydropsyche decalda
Hydropsyche decalda là một loài Trichoptera trong họ Hydropsychidae. Chúng phân bố ở miền Tân bắc.